# Giscon (général carthaginois, IIIe siècle av. J.-C.)
Pour les articles homonymes, voir Giscon.
Giscon ou plutôt Gèscon (en grec : Γέσκων) est un général carthaginois, au IIIe siècle av. J.-C.
Ce qu'on sait de lui nous vient de l’historien Polybe, dans sa description de la révolte des mercenaires en Sicile. Il a un fils appelé Hasdrubal, envoyé en Espagne pendant la deuxième guerre punique.
Il était un général carthaginois, qui se distingua sous les ordres d’Hamilcar Barca pendant la première guerre punique ; il reçut le commandement de Lilybée en Sicile et fut chargé, après la conclusion de la paix en 241, de ramener à Carthage l’armée, qui se composait de mercenaires. Lorsque les mercenaires arrivèrent en Afrique, le gouvernement carthaginois voulut opérer une réduction sur l’arriéré de solde qui leur était dû. Cette mesure provoqua un soulèvement général dans l’armée et amena bientôt une guerre civile, la guerre des Mercenaires, qui fut tellement sanglante qu’elle a reçu le nom d’« inexpiable ». Giscon fut envoyé vers les mercenaires pour négocier avec eux et satisfaire au besoin à leurs demandes ; mais ceux-ci, excités par Mathó et Spendius, montrèrent la plus grande exigence, et, irrités de quelques paroles méprisantes prononcées par le général, ils le chargèrent de fers, le jetèrent en prison, s’emparèrent des sommes qu’il avait apportées et déclarèrent la guerre à Carthage. Pendant deux ans, les révoltés luttèrent contre Hamilcar Barca, qui avait été chargé de les réduire et qui les battit en plusieurs rencontres. Leurs chefs, voulant les empêcher de se soumettre et leur enlever tout espoir de rentrer en grâce, les poussèrent à massacrer tous leurs prisonniers. Le général Giscon, le plus illustre de ces captifs, fut mis à mort avec des raffinements de cruauté. On lui coupa la main ; son corps fut déchiré par les soldats furieux et on l’enfouit tout vivant dans une fosse. Gustave Flaubert, dans son roman Salammbô, a retracé avec beaucoup d’art les principaux épisodes de cette guerre inexpiable, racontée par Polybe. Cette mort se produisit vers 239 avant J.-C.